# Anurapteryx gephyra
Anurapteryx gephyra är en fjärilsart som beskrevs av Erich Martin Hering 1928. Anurapteryx gephyra ingår i släktet Anurapteryx och familjen Sematuridae. Inga underarter finns listade i Catalogue of Life.